# 奥斯卡·恩格尔斯塔
奥斯卡·恩格尔斯塔（挪威語：Oscar Engelstad，1882年11月2日—1972年7月17日），挪威男子竞技体操运动员。他曾代表挪威获得1912年夏季奥运会体操比赛男子团体瑞典式铜牌。他于1972年在奥斯陆去世。